# Trichosia splendens
Trichosia splendens is een muggensoort uit de familie van de rouwmuggen (Sciaridae). De wetenschappelijke naam van de soort is voor het eerst geldig gepubliceerd in 1867 door Johannes Winnertz.
T. splendens is de typesoort van het geslacht Trichosia Winnertz, 1867. De soort werd ontdekt bij Bad Rippoldsau in het Zwarte Woud.